# Cratere Jex-Blake
Jex-Blake  è un cratere sulla superficie di Venere. Deve il suo nome alla britannica Sophia Jex-Blake, una delle prime donne medico nel Regno Unito di Gran Bretagna e Irlanda.